# ستيوارت روس
ستيوارت روس (بالإنجليزية: Stuart Ross)‏ (و. 1959 – م) هو كاتب، من كندا.